# Droga wojewódzka 247
Die Droga wojewódzka 247 (DW 247) ist eine 18 Kilometer lange Droga wojewódzka (Woiwodschaftsstraße) in der polnischen Woiwodschaft Kujawien-Pommern, die Kcynia mit Szubin verbindet und im Powiat Nakielski liegt.

## Streckenverlauf
Woiwodschaft Kujawien-Pommern, Powiat Nakielski
-  Kcynia (Exin) (DW 241)
- Zalesie
- Ameryczka
- Wolwark
-  Szubin (Schubin) (DK 5, DW 246)